# بان (لقب)
بان (کرواتی: Ban) عنوان حاکمان محلی یا نوعی نایب‌الملک بود که در چندین ایالت در اروپای مرکزی و جنوب شرقی بین قرن هفتم تا قرن بیستم استفاده می‌شد. رایج‌ترین این منصب در کرواسی قرون وسطایی و مناطق تحت حکومت و نفوذ پادشاهی مجارستان وجود داشت. آنها اغلب به عنوان نمایندگان حکومتی پادشاه، فرماندهان عالی نظامی و قضایی و در کرواسی قرن هجدهم، حتی به عنوان مقامات ارشد دولتی حکومت می‌کردند. 

## بان کرواسی
بان، حاکم کرواسی با اختیارات گسترده بود که نایب‌الملک پادشاه محسوب می‌شد. از دوره‌های اولیه ایالت کرواسی، برخی از استان‌ها توسط بان اداره می‌شدند. در قرن هجدهم، آنها در نهایت مقامات ارشد دولت و عملاً اولین نخست‌وزیران کرواسی بودند؛ این موقعیت تا نیمه اول قرن بیستم ادامه داشت، تا زمانی‌که به‌طور رسمی با نخست‌وزیر پارلمانی جایگزین شد.